# Tot Musica
Tot Musica（яп. トット ムジカ） — песня японской певицы Адо, вошедшая в альбом Uta's Songs: One Piece Film Red.

## История
«Tot Musica» является саундтреком для фильма «One Piece Film Red», вышедшего 6 августа 2022 года. «Tot» означает «смерть» на немецком языке.
Эта песня является важным триггером для битвы в фильме. В мире ONE PIECE «Tot Musica» является запретной песней. Помимо японского и английского языков, в ней также используется рунический язык.
Музыкальное видео было создано WOOMA, который также создал музыкальное видео для «Usseewa», дебютного сингла Адо. Премьера музыкального видео состоялась на канале Адо на YouTube 17 августа 2022 года.
Осенью 2023 года Адо проводила прослушивание в свою айдол-группу Phantom Siita. «Tot Musica» была песней, которую требовалась исполнить кандидатам.
Песня также была исполнена на первом концерте Phantom Siita «Heine», который состоялся в Nippon Budokan 1 ноября 2024 года.

## Позиции в чартах
5 место в чарте Billboard Japan «JAPAN HOT Animation».
3 место в чарте Billboard Japan «Top User Generated Songs».
19 место в ежегодном рейтинге караоке JOYSOUND 2023 года.
9 место в еженедельном чарте Apple Music.